# Zamachy na meczety w Christchurch
Zamachy na meczety w Christchurch – dwie masowe strzelaniny o charakterze terrorystycznym przeprowadzone 15 marca 2019 na meczety Masdżid Al-Nur i Masdżid Linwood w Christchurch w Nowej Zelandii podczas dżummuahu; sprawcą zamachów był 28-letni Australijczyk Brenton Tarrant.
Sprawca został oskarżony o 51 morderstw, 40 prób usiłowania morderstwa i dokonanie aktu terroryzmu. Do marca 2020 nie przyznawał się do zarzutów. W dniu 27 sierpnia 2020 roku został skazany na dożywocie bez możliwości ubiegania się o zwolnienie warunkowe; był to pierwszy wyrok bezwzględnego dożywocia w historii Nowej Zelandii.

## Przed zamachem
Masakra w Christchurch była pierwszym tego rodzaju atakiem od 1997 roku, w którym doszło do strzelaniny w Raurimu, w wyniku której zginęło kilka osób. Do czasu tego zamachu największą liczbę ofiar śmiertelnych przyniosła masakra w Aramoanie z 13 i 14 listopada 1990 roku, podczas której David Gray zamordował 13 i zranił 3 osoby, zanim został zastrzelony przez policję. Pomimo także niewielkiej ilości przestępstw rasistowskich, już przed atakami z 2019 niektórzy socjologowie nazywali Christchurch kolebką białych suprematystów.
Meczet Al-Nur, gdzie doszło do pierwszego i krwawszego z ataków, został otwarty w 1985 roku i był pierwszym meczetem w tym regionie kraju. Drugi z zaatakowanych meczetów, Linwood Islamic Centre, został otwarty w 2018 roku.

## Zamachy
Tuż przed zamachem Brenton Tarrant opublikował na Twitterze (obecnie X) manifest zatytułowany „Wielka wymiana: Maszerujemy naprzód w kierunku nowego społeczeństwa”. Tekst został napisany z pozycji rasisty wyznającego zasadę „białej supremacji”. W manifeście terrorysta napisał, że inspirowany był między innymi zabójstwami Andersa Breivika i jedną z jego motywacji była zemsta za śmierć 11-letniej Ebby Åkerlund, która zginęła podczas zamachu w Sztokholmie w 2017. Tekst zawierał wiele rasistowskich żartów i odwołań do internetowych mediów takich jak 8chan. Manifest terrorysty został opisany jako dzieło osoby, która spędziła znaczną część życia w najgorszych zakątkach Internetu.
Zanim wtargnął do meczetu, rozpoczął transmisje wideo na Facebooku i Twitterze. Trwały one 16 minut i 55 sekund, pokazywały przebieg zamachu. Transmisje zostały usunięte z mediów społecznościowych, jednak na wielu innych stronach można znaleźć kopie nagrania. Pierwszy zamach zaczął się o godzinie 13:40, gdy w meczecie Masdżid Al-Nur przebywało 300 osób, a przed godziną 14 doszło do kolejnej strzelaniny w meczecie Masdżid Linwood.
Sprawca prowadził transmisję na żywo przez pierwsze 17 minut ataku; chwilę przed strzelaniną, kiedy jechał do pierwszego z meczetów, odtworzył z przenośnego głośnika parę piosenek, w tym The British Grenadiers, tradycyjną brytyjską wojskową pieśń marszową oraz Remove Kebab, serbską nacjonalistyczną i islamofobiczną pieśń propagandową dopingującą zbrodniarza wojennego Radovana Karadzicia, uznanego winnym ludobójstwa bośniackich muzułmanów podczas wojen w Jugosławii.
Kiedy sprawca wchodził do pierwszego z meczetów, jeden z wyznawców stojących w wejściu, przywitał sprawcę słowami Witaj, bracie i został zastrzelony jako pierwsza ofiara ataków w Christchurch. Sprawca następnie wszedł w głąb meczetu i przez kilka minut strzelał do wyznawców. Podczas masakry jeden z wyznawców rzucił się na sprawcę chcąc go obezwładnić, ale został śmiertelnie raniony strzałami. W głównej sali modlitewnej sprawca strzelał do osób kulących się na podłodze z bliskiej odległości, trafiając niektóre osoby wiele razy. Następnie wyszedł z meczetu i zastrzelił na chodniku mężczyznę, któremu udało się uciec z budynku, po czym wziął inną broń ze swojego samochodu i zaczął strzelać do ludzi na parkingu meczetu, raniąc kilka osób. Chwilę później ponownie wszedł do meczetu i zaczął dobijać rannych. Sprawca następnie szybko wyszedł z meczetu i zastrzelił na chodniku kobietę, która leżąc błagała o pomoc przejeżdżających obok meczetu kierowców. Po jej zabiciu napastnik wsiadł do samochodu i odjechał z miejsca masakry, przejeżdżając przy tym po zwłokach kobiety i odtwarzając psychodeliczno-rockową piosenkę Fire. Podczas jazdy strzelał też przez okno samochodu do osób, które uciekły z meczetu i biegły chodnikiem. Podczas jazdy stwierdził, że zamierza podpalić meczet, ale ostatecznie nie dokonał tego – miał jednak kanistry w bagażniku samochodu.
Pierwsza masakra rozegrała się w przeciągu 5 minut. Tuż po tym jak sprawca odjechał na miejsce przybyły siły specjalne. Napastnik jechał według świadków chaotycznie podczas ucieczki. Próbował też strzelać przez okno w jadące wokół inne samochody, które stały w korkach. Podczas ucieczki sprawca zakończył transmitowanie.
Drugi atak miał miejsce w meczecie Linwood. Sprawca zaparkował przed meczetem samochód w taki sposób, żeby uniemożliwić wjazd i wyjazd innym pojazdom. Następnie próbował wejść do środka, ale nie mógł znaleźć wejścia więc zaczął strzelać przez okno i do osób na zewnątrz, zabijając cztery osoby.
Bezpośrednio w wyniku ataków na meczety zginęło 51 osób, a 40 osób odniosło obrażenia, wszystkich rannych  różnych przyczyn było 89.
Imam meczetu Masdżid Linwood przypisał powstrzymanie ataku wierzącemu o imieniu Abdul Aziz Wahabzada. Wahabzada powiedział dziennikarzom, że wziął czytnik kart kredytowych i wybiegł z meczetu, w czasie którym to napastnik zastrzelił na zewnątrz już kilka osób. Atakujący zamierzał pobrać kolejną broń ze swojego samochodu, więc Wahabzada rzucił w niego czytnikiem. Bandyta wziął karabinek z samochodu i strzelił do Wahabzady, który skrył się pośród pobliskich samochodów i wziął pustą strzelbę, którą upuścił napastnik. Pomimo próby Wahabzady, by odciągnąć uwagę atakującego od meczetu, krzycząc „Jestem tutaj!”, bandyta wszedł do meczetu i kontynuował atak. Kiedy napastnik wrócił do samochodu, Wahabzada rzucił strzelbę w samochód, rozbijając jedno z okien. Bandyta odjechał, a policja została chwilę później poinformowana o strzelaninie w Linwood.
Sprawca został zatrzymany o 13:59 przez policję.
Na broni, z której korzystał, były napisane różne rasistowskie hasła i daty bitew, np. bitwy pod Wiedniem.

## Ofiary strzelanin
W atakach zginęło 51 osób, a 89 zostało rannych – wśród zabitych było 47 mężczyzn i 4 kobiety; 44 osoby zginęły w meczecie Al-Nur, a 7 w Linwood. Początkowo było 49 zabitych – dwie osoby zmarły później w wyniku odniesionych obrażeń. Spośród rannych osób 35 zostało postrzelonych w Al-Nur, a 5 w Linwood. Kilka osób uznano tuż po atakach za zaginione. Po atakach długo nie potwierdzano liczby zabitych. Wśród ofiar był sportowiec grający w jednej z drużyn reprezentujących Nową Zelandię.
| Obywatelstwo  | Zabici |
| ------------- | ------ |
| Nowa Zelandia | 27     |
| Pakistan      | 8      |
| Indie         | 5      |
| Bangladesz    | 3      |
| Fidżi         | 2      |
| Indonezja     | 1      |
| Jordania      | 1      |
| Malezja       | 1      |
| Mauritius     | 1      |
| Palestyna     | 1      |
| Turcja        | 1      |
| Razem         | 51     |

## Sprawca
Sprawcą masakry był pochodzący z Grafton w Australii 28-letni Brenton Tarrant. W młodości doświadczał przemocy domowej i miał problemy z nauką w szkole. Jego ojciec popełnił samobójstwo w 2010 roku. W 2018 był leczony po urazach, których doznał po wypadku z bronią. Podobno od kilku dni przed atakiem często podjeżdżał pod meczet, prawdopodobnie w celu zapoznania się z tym miejscem. W internecie czytał też o układzie pomieszczeń w meczecie.
Sprawca przed atakiem dużo podróżował po świecie i podejrzewano, że miał kontakty ze skrajnie prawicowymi organizacjami terrorystycznymi. W 2018 wpłacił znaczną kwotę pieniędzy na konto kilku takich organizacji. Odwiedzał głównie kraje bałkańskie, ale był też m.in. w Polsce. Sprawca miał ekstremistyczne poglądy, twierdził, że wyznawcy islamu i imigranci z krajów arabskich zastępują białych ludzi na Zachodzie i narzucają siłą swoją kulturę. W swoim manifeście wspomniał też, że do przeprowadzenia ataku zainspirował go Anders Breivik, sprawca zamachów w Norwegii w 2011 roku. Napastnik opisał się w manifeście jako rasistę, ale zaprzeczył, że jest ksenofobem, wskazując na różnicę między tymi pojęciami. Podobno bardzo się denerwował kiedy w Europie w latach 2016–2017 dochodziło do kolejnych ataków islamskich ekstremistów. Określił się też jako faszystę. Stwierdził też, że chce, żeby jego ataki wywołały szeroką dyskusję odnośnie do dostępu do broni.
Podczas ataków używał karabinów AR-15 i strzelb Mossberg. Sprzedawcy, u których zakupił broń, stwierdzili, że sprawca nie wzbudził u nich żadnych podejrzeń. Sprawca ponadto nielegalnie przerobił magazynek do jednego z karabinów. Napastnik miał pozwolenie na broń. Na broni wypisał nazwy i daty bitew, nazwiska postaci historycznych i skrajnie prawicowych zamachowców. Policja znalazła w jego samochodzie także materiały wybuchowe. Przy samym zamachowcu nie znaleziono nic podobnego. W samochodzie znajdowały się też kanistry z benzyną.
W manifeście napisał, że zaczął planować ataki dwa lata wcześniej, a meczety obrał za cel trzy miesiące przed atakami. Chwilę przed zamachem wysłał tekst manifestu drogą e-mailową na 30 adresów. W manifeście umieścił także symbolikę neonazistowską. Stwierdził w nim, że wybrał meczet Al-Nur za cel ataku, gdyż miał on wcześniej historię z radykalizacją wiernych. Manifest został opisany przez niektóre media także jako trolling. Po atakach rozpowszechnianie treści manifestu w Nowej Zelandii zostało zakazane prawnie. Manifest uznano za podburzający do przemocy wobec określonych grup ludzi. Sprawca został w 2020 roku skazany na dożywocie.

## Po zamachach
W związku z atakami policja zatrzymała trzech mężczyzn i kobietę. Po zamachu zawieszona została działalność szkół oraz niektórych lotnisk. Bezpośrednio po zamachu nowozelandzka premier Jacinda Ardern zapowiedziała zmiany w bardzo liberalnym w Nowej Zelandii prawie dostępu do broni. Przywódcy wielu narodów potępili zamachy i wyrazili solidarność z Nową Zelandią. Po zamachu rząd Nowej Zelandii zaczął wykupywać od obywateli półautomatyczną broń palną, w ciągu tygodnia udało się zgromadzić w ten sposób 10 tysięcy sztuk broni.
W czerwcu 2019 Nowa Zelandia, pomimo zamachu, znalazła się na drugim miejscu w rankingu stanu pokoju w państwach raportu Global Peace Index. 